# 酪胺盐酸盐
酪胺盐酸盐是一种化合物，化学式为C8H12ClNO。它可以4-羟基苯乙腈或4-羟基苯乙腙为原料反应得到，也可由酪胺经其草酸盐中间体，和氯化氢在乙醇中反应制得。它和溴在甲醇中回流反应，可以得到3,5-二溴酪胺氢溴酸盐。